# Vereniging van Kosovo met Albanië

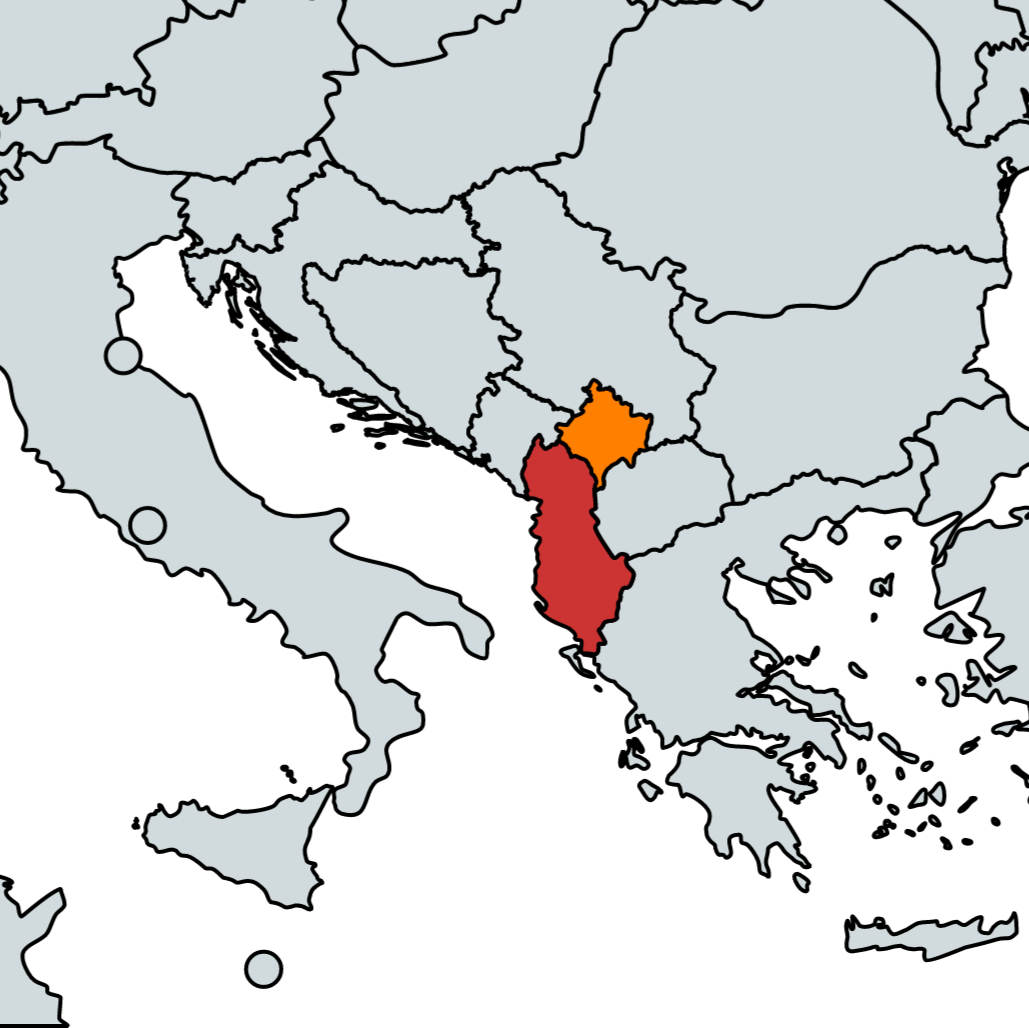
Albanië in het rood, Kosovo in het oranje.

De eenwording van Kosovo met Albanië is een politiek concept dat nieuw leven is ingeblazen door de onafhankelijkheid van Kosovo. Hoewel niet politiek verwoord, zou eenwording werkelijkheid kunnen worden als gevolg van de eenwording van het onderwijs, wat een vraag naar politieke eenwording zou kunnen genereren.

## Geschiedenis
Tijdens de protesten in Kosovo in 1981 vreesde Joegoslavië een mogelijke eenwording van Kosovo met Albanië. Begin jaren negentig waren de verklaringen van Albanese politici in dit opzicht tegenstrijdig.
Politiek activist Ukshin Hoti, oprichter van de Albanese Nationale Unie Partij, die uiteindelijk in 1999 door de Servische politie werd vermoord, was een groot voorstander van de eenwording van Kosovo met Albanië.
In 2001 verklaarde Arben Imami, een prominente Albanese politicus, dat de eenwording van Kosovo met Albanië een partijdoelstelling zou moeten zijn, maar kreeg al snel kritiek van zijn eigen partij.
Het Ahtisaari-plan bepaalde de onafhankelijkheid van Kosovo en nam een multi-etnische "Kosovaarse" identiteit aan in plaats van een Albanese identiteit. Toch bleek uit Gallup-peilingen dat 75% van de Kosovo-Albanezen er de voorkeur aan zou geven verenigd met Albanië in hetzelfde land te leven. Dezelfde steun werd waargenomen in Albanië, waar 68% van de Albanese burgers de voorkeur gaf aan eenwording van Albanië met Kosovo.
Ondanks dat opiniepeilingen de eenwording van Kosovo met Albanië ondersteunen, is het doel van de Albanese politici echter toetreding tot de NAVO en de EU geweest in plaats van nationale eenwording.
| Vlag | Gebied  | Hoofdstad | Inwoners  | Oppervlakte (km²) | Munteenheid  | Telefoon |
|      | Albanië | Tirana    | 2.829.741 | 28.748            | Albanese lek | 355      |
|      | Kosovo  | Pristina  | 1.932.774 | 10.887            | Euro         | 383      |
|      |         |           | 4.762.515 | 39.635            |              |          |